# NBA 2K11
NBA 2K11 är ett basketspel utvecklat av Visual Concepts och 2K Sports, och utgivet av 2K Sports. Spelet, som ingår i NBA 2K-serien, är uppföljaren till NBA 2K10, och släpptes den 5 oktober 2010 till Xbox 360, Playstation 2, Playstation 3, PSP och PC, medan Wii-versionen släpptes den 21 oktober 2010. Spelomslaget pryds av Michael Jordan.

## Musik
Spelmusiken tillkännagavs den 29 juli 2010, och består främst av stilar som hiphop och indierock.
| - Snoop Dogg – "NBA 2K Theme" - Big Boi – "Shutterbugg" - Drake – "Over" - Cassidy – "Game Time" - Ron Artest – "Champions" - Kidz in Space – "Downtime" - Duck-Down All-Stars – "Better Than You (featuring Buckshot, Skyzoo, Promise och Sean Price)" - The Alan Parsons Project – "Sirius" - Art vs. Science – "Hollywood" - Big Rock Candy Mountain – "Rocketship" - The Brunettes – "Red Rollerskates" - Chicharones – "Little by Little" - Children Collide – "Skeleton Dance" - The Constellations – "We're Here To Save The Day (featuring Asher Roth)" - Dan Black – "Symphonies (Remix) (featuring Kid Cudi)" | - Delorean – "Deli" - Ev – "Home of the Brave (Instrumental)" - Failsafe – "Hope" - Failsafe – "Only if we Learn" - Hogni – "Bow Down" - Middleman – "It's Not Over Yet" - Rakaa – "Crown of Thorns (featuring Aloe Blacc)" - The Redland – "So Far" - The Russian Futurists – "Paul Simon" - The Russian Futurists – "Precious Metals" - Sonny Bones – "Rise" - Two Door Cinema Club – "I Can Talk" - Yung Automatik & Bayroot Productions – "Go Hard or Go Home" - Dux Jones – "Pourin' It On" |

### Fotnoter
1. ↑  2K Sports Reveals NBA 2K11 Cover – New Game Network
2. ↑  Jon Robinson (10 juni 2010). ”Michael Jordan to appear on 'NBA 2K11' cover”. ESPN. http://espn.go.com/espn/thelife/videogames/blog/_/name/thegamer/id/5222964. Läst 21 maj 2014.